# Miljanići
Miljanići este un sat din comuna Nikšić, Muntenegru. Conform datelor de la recensământul din 2003, localitatea are 71 de locuitori (la recensământul din 1991 erau 80 de locuitori).

## Demografie
În satul Miljanići locuiesc 63 de persoane adulte, iar vârsta medie a populației este de 44,1 de ani (40,3 la bărbați și 48,7 la femei). În localitate sunt 21 de gospodării, iar numărul mediu de membri în gospodărie este de 3,38.
Această localitate este populată majoritar de sârbi (conform recensământului din 2003).
|  |

| Demografie | Demografie | Demografie |
| An         | Locuitori  | Locuitori  |
| ---------- | ---------- | ---------- |
|            |            |            |
|            |            |            |
|            |            |            |
|            |            |            |
| 1948       | 252        |            |
| 1953       | 133        |            |
| 1961       | 286        |            |
| 1971       | 187        |            |
| 1981       | 121        |            |
| 1991       | 80         | 80         |
| 2003       | 71         | 71         |

| \| Componența etnică conform recensământului din 2003[2] \| Componența etnică conform recensământului din 2003[2] \| Componența etnică conform recensământului din 2003[2] \| Componența etnică conform recensământului din 2003[2] \| Componența etnică conform recensământului din 2003[2] \| \| ----------------------------------------------------- \| ----------------------------------------------------- \| ----------------------------------------------------- \| ----------------------------------------------------- \| ----------------------------------------------------- \| \| \| \| \| \| \| \| Sârbi \| Sârbi \| \| 47 \| 66,19% \| \| Muntenegreni \| Muntenegreni \| \| 23 \| 32,39% \| \| necunoscută \| necunoscută \| \| 0 \| 0% \| |              |  |    |        |
| Componența etnică conform recensământului din 2003 |              |  |    |        |
| |              |  |    |        |
| Sârbi | Sârbi        |  | 47 | 66,19% |
| Muntenegreni | Muntenegreni |  | 23 | 32,39% |
| necunoscută | necunoscută  |  | 0  | 0%     |